# 扎里奇亞 (桑博爾區)
49°32′59″N 23°11′0″E / 49.54972°N 23.18333°E
扎里奇亞（烏克蘭語：Заріччя），是烏克蘭西部的村莊，隸屬利維夫州的桑比爾區。該村始建於1442年，面積0.2平方公里，海拔高度287米，2001年人口670，人口密度每平方公里600.99人。